# Liste der Monuments historiques in Forcelles-Saint-Gorgon
Die Liste der Monuments historiques in Forcelles-Saint-Gorgon führt die Monuments historiques in der französischen Gemeinde Forcelles-Saint-Gorgon auf.

## Liste der Immobilien
| Bezeichnung                     | Beschreibung                                                                  | Standort               | Kennzeichnung | Schutzstatus | Datum | Bild           |
| ------------------------------- | ----------------------------------------------------------------------------- | ---------------------- | ------------- | ------------ | ----- | -------------- |
| Kirche Conversion de Saint-Paul | Chor und Kirchturm, Ende des 12. Jahrhunderts; Schiff aus dem 16. Jahrhundert | Rue de l’Église (Lage) | PA00106033    | Inscrit      | 1926  | weitere Bilder |

## Liste der Objekte
| Bezeichnung                                           | Beschreibung                      | Standort                                      | Kennzeichnung | Schutzstatus | Datum | Bild           |
| ----------------------------------------------------- | --------------------------------- | --------------------------------------------- | ------------- | ------------ | ----- | -------------- |
| Uhrwerk                                               | 1744 gebaut                       | in der Kirche Conversion de Saint-Paul (Lage) | PM54001544    | Inscrit      | 1996  |                |
| Grabmal eines Ehepaars                                | Stein, 1484                       | in der Kirche Conversion de Saint-Paul (Lage) | PM54000239    | Classé       | 1908  | weitere Bilder |
| Kirchenfenster Französisch-Russische Allianz von 1894 | um 1895                           | in der Kirche Conversion de Saint-Paul (Lage) | PM54000241    | Classé       | 1983  |                |
| Gemälde Stiftung des Rosenkranzes                     | Ölfarbe auf Holz, 17. Jahrhundert | in der Kirche Conversion de Saint-Paul (Lage) | PM54000240    | Classé       | 1960  |                |